# Prinny: Can I Really Be the Hero?
Prinny: Can I Really Be the Hero ? est un jeu vidéo d'action-plates-formes développé et édité par Nippon Ichi Software en 2008 sur PlayStation Portable.
Ce jeu est un dérivé de la série Disgaea. Le pingouin nommé Prinny est ici le personnage principal.